# Liste der größten Unternehmen in Thailand
Die Liste der größten Unternehmen in Thailand enthält die vom Forbes Magazine in der Liste Forbes Global 2000 veröffentlichten größten börsennotierten Unternehmen in Thailand.
Die Rangfolge der jährlich erscheinenden Liste der 2015 größten börsennotierten Unternehmen der Welt errechnet sich aus einer Kombination von Umsatz, Nettogewinn, Aktiva und Marktwert. Dabei wurden die Platzierungen der Unternehmen in den gleich gewichteten Kategorien zu einem Rang zusammengezählt. In der Tabelle aufgeführt sind auch der Hauptsitz, die Branche und die Zahl der Mitarbeiter. Die Zahlen sind in Milliarden US-Dollar angegeben und beziehen sich auf das Geschäftsjahr 2014, für den Marktwert auf den Börsenkurs im Mai 2015.
| Rang | Forbes 2000 | Name                  | Hauptsitz | Umsatz (Mrd. US-$) | Gewinn (Mrd. US-$) | Aktiva (Mrd. $) | Marktwert (Mrd. US-$) | Mitarbeiter | Branche                |
| ---- | ----------- | --------------------- | --------- | ------------------ | ------------------ | --------------- | --------------------- | ----------- | ---------------------- |
| 1.   | 225.        | PTT PCL               | Bangkok   | 87,3               | 1,7                | 54,7            | 29,1                  | 59.515      | Erdöl & Erdgas         |
| 2.   | 520.        | Kasikornbank          | Bangkok   | 7,4                | 1,4                | 72,6            | 17,1                  | 21.614      | Banken                 |
| 3.   | 564.        | Siam Commercial Bank  | Bangkok   | 5,4                | 1,6                | 82,1            | 18,6                  | 18.198      | Banken                 |
| 4.   | 641.        | Siam Cement           | Bangkok   | 15,0               | 1,0                | 14,2            | 19,1                  | 3.666       | Baustoffe              |
| 5.   | 768.        | Bangkok Bank          | Bangkok   | 4,5                | 1,1                | 83,9            | 10,9                  | 3.314       | Banken                 |
| 6.   | 795.        | Krung Thai Bank       | Bangkok   | 4,4                | 1,0                | 83,4            | 10,0                  | 34.000      | Banken                 |
| 7.   | 1033.       | PTT Global Chemical   | Bangkok   | 17,7               | 0,5                | 12,3            | 7,5                   | 42.000      | Banken                 |
| 8.   | 1044.       | Advanced Info Service | Bangkok   | 4,6                | 1,1                | 3,8             | 22,5                  | 6.697       | Telekommunikation      |
| 9.   | 1250.       | Thai Beverage         | Bangkok   | 5,0                | 0,7                | 5,2             | 14,6                  | 22.000      | Brauerei & Spirituosen |
| 10.  | 1272.       | CP All                | Bangkok   | 11,0               | 0,3                | 9,9             | 11,2                  | 39.047      | Lebensmittelhandel     |